# Noah Ohio
Noah Ohio, né le 16 janvier 2003 à Almere aux Pays-Bas, est un footballeur néerlandais qui joue au poste d'avant-centre au FC Utrecht.

## Biographie

### En club
Originaire du Nigeria, Noah Ohio est né à Almere aux Pays-Bas et commence le football dans le club local du FC Almere. Il rejoint en 2015 le centre de formation de Manchester United avant de poursuivre sa progression chez le rival, Manchester City, qu'il rejoint un an plus tard. Il reste chez les Skyblues jusqu'à l'été 2019, où il refuse finalement de prolonger alors qu'un contrat de trois ans lui est proposé. Le 16 août 2019, il s'engage en faveur du RB Leipzig.
Le 5 janvier 2021 il est prêté jusqu'à la fin de la saison au Vitesse Arnhem,. C'est avec ce club qu'il joue son premier match en professionnel, le 27 janvier 2021, lors d'une rencontre de championnat face au VVV Venlo. Il entre en jeu à la place de Loïs Openda lors de cette rencontre perdue par son équipe sur le score de quatre buts à un.
Le 27 juillet 2021, Noah Ohio est prêté en Autriche, à l'Austria Vienne. Il joue son premier match le 8 août 2021, lors d'une rencontre de championnat face au Red Bull Salzbourg. Il entre en jeu à la place de Marco Djuricin et son équipe s'incline par un but à zéro.
Le 14 juillet 2022, Noah Ohio quitte définitivement le RB Leipzig où il n'a pas fait la moindre apparition en équipe première, et s'engage en faveur du Standard de Liège pour un contrat courant jusqu'en juin 2026. Il joue son premier match sous ses nouvelles couleurs le 22 juillet 2022, lors de la première journée de la saison 2022-2023 de Division 1A  contre le KAA La Gantoise. Il entre en jeu à la place de Renaud Emond et les deux équipes se neutralisent (2-2 score final). Monté au jeu, il inscrit son premier but pour les Rouches en compétition officielle le 17 janvier 2023 contre le KV Malines.

### En équipe nationale
Originaire du Nigeria, né à Almere aux Pays-Bas et ayant grandi en Angleterre, Noah Ohio est éligible pour représenter chacun de ces trois pays.
Noah Ohio représente l'équipe des Pays-Bas des moins de 16 ans de 2018 à 2019 pour un total de quatre buts en quatre matchs.
Ohio joue son premier match avec l'équipe des Pays-Bas espoirs le 8 septembre 2023, contre la Moldavie. Il entre en jeu et son équipe s'impose par trois buts à zéro.